# Ларами
 Тази статия е за града в Уайоминг, САЩ.  За окръга вижте Ларами (окръг).  
Ларами (на английски: Laramie) е град в окръг Олбани, щата Уайоминг, САЩ. Ларами е с население от 27 204 жители (2000) и обща площ от 28,9 km². Намира се на 2184 m надморска височина. ЗИП кодът му е 82070-82073, а телефонният му код е 307.